# Malicious Fallen
Malicious Fallen est un jeu vidéo de type beat them all développé par Alvion et édité par Sony Interactive Entertainment, sorti en 2017 sur PlayStation 4.

## Accueil
- Canard PC : 7/10[1]